# Anthomyia hamata
Anthomyia hamata är en tvåvingeart som först beskrevs av Ackland 1967.  Anthomyia hamata ingår i släktet Anthomyia och familjen blomsterflugor. Inga underarter finns listade i Catalogue of Life.